# Озеро (село, Дуванский район)
О́зеро (баш. Озеро) — село в Дуванском районе Республики Башкортостан Российской Федерации. Входит в состав Сикиязского сельсовета.

## География

### Географическое положение
Расстояние до:
- районного центра (Месягутово): 10 км,
- центра сельсовета (Сикияз): 3 км,
- ближайшей ж/д станции (Сулея): 85 км.

## История
До 2008 года село являлось административным центром и единственным населённым пунктом упразднённого Озерского сельсовета.

## Население
| 2002 | 2010 |
| ---- | ---- |
| 663  | ↘629 |

## Религия
В селе есть православная часовня.

## Известные уроженцы
- Гаврилов, Дмитрий Васильевич (1927—2020) — советский и российский историк. Доктор исторических наук.